# Touring

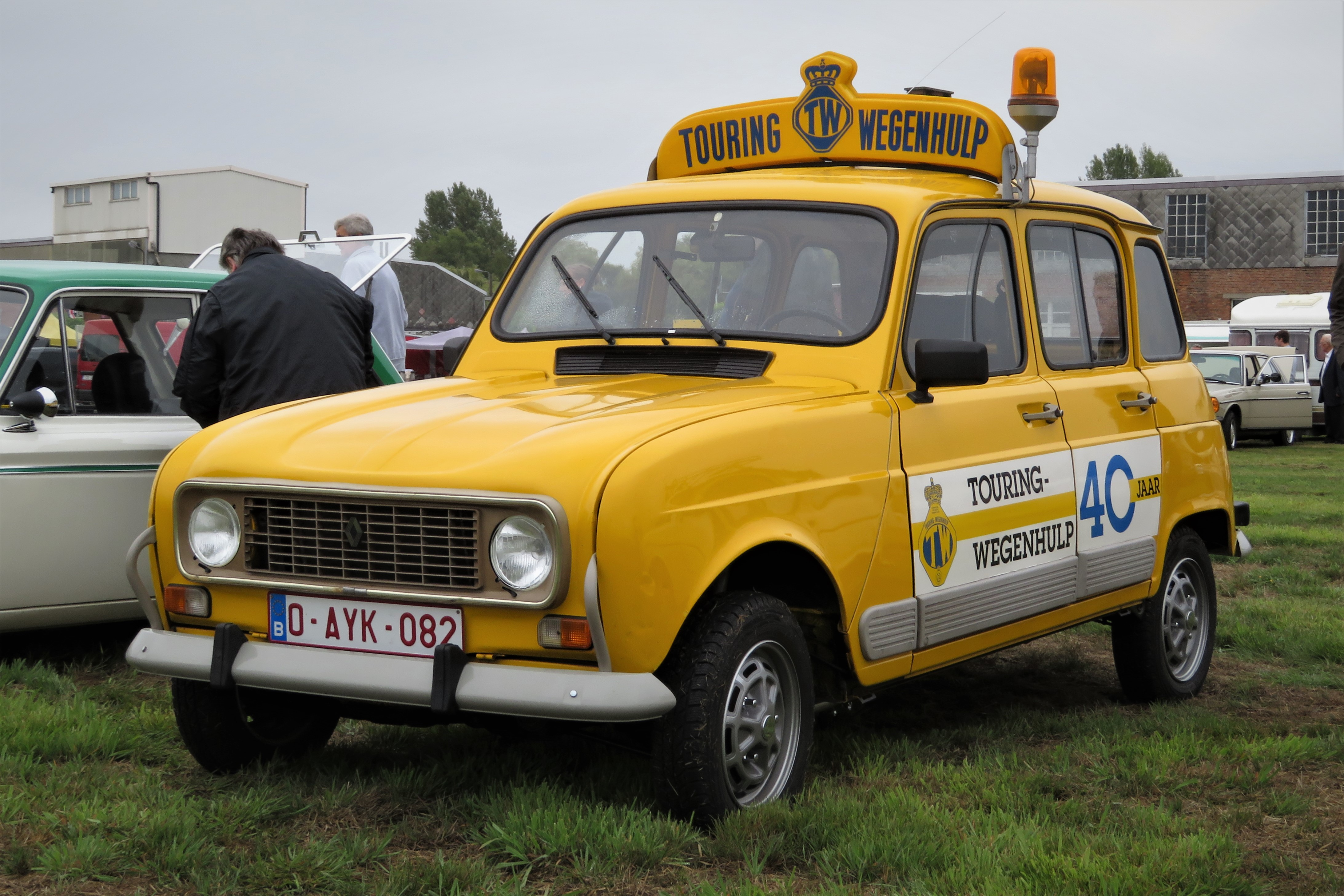

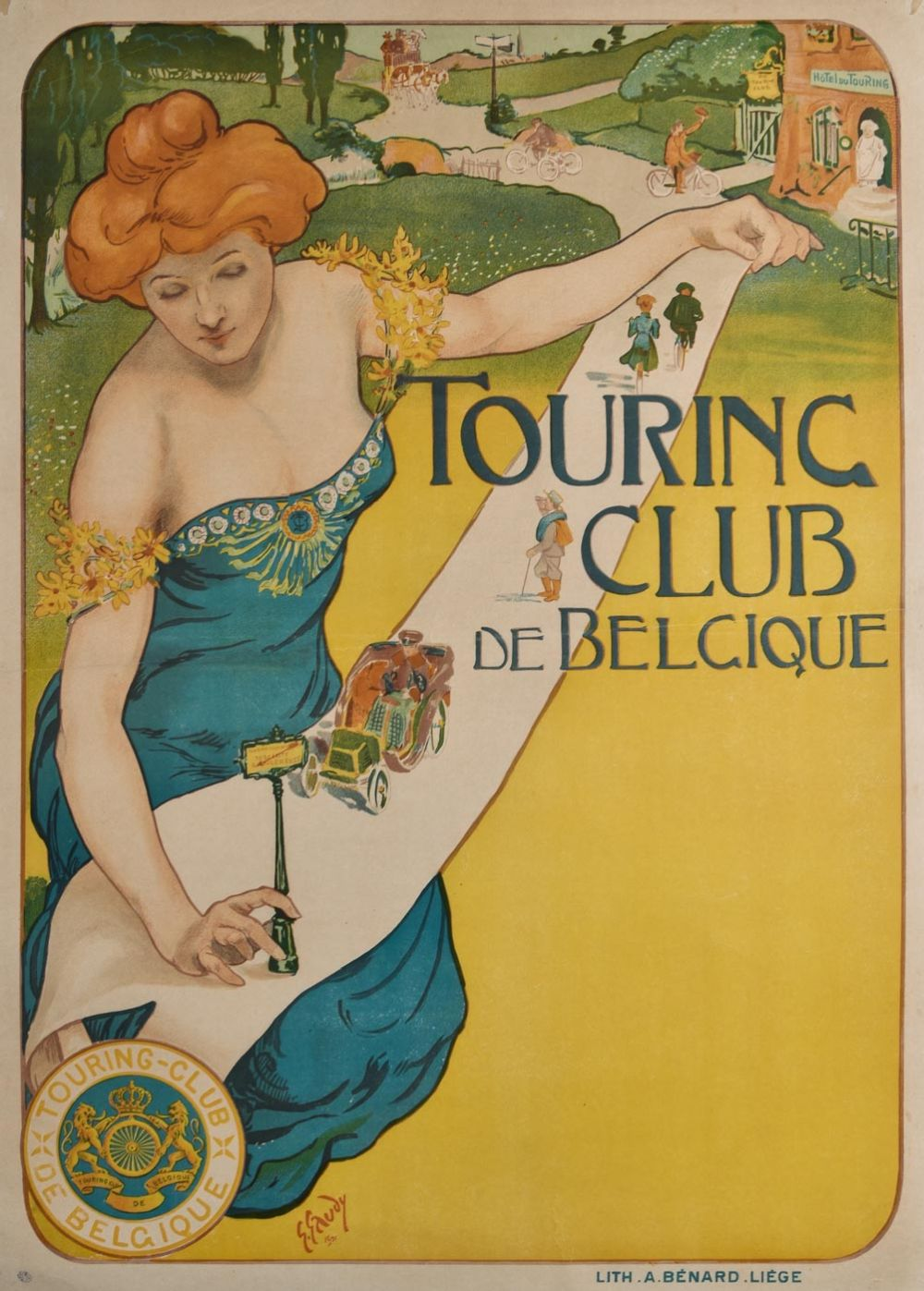
Affiche uit de beginjaren

Touring is een Belgische pechhulpverleningsdienst en verzekeraar. Het is een naamloze vennootschap die onder controle staat van verzekeraar AG en de bank BNP Paribas Fortis. Touring begon als een vzw en telde ooit 500.000 leden die door contributie te betalen aanspraak konden maken op pechverhelping onderweg, na de overname door meerderheidsaandeelhouder AG kan dat nog steeds maar niet als lid maar als klant.
De vereniging werd in 1895 opgericht als de Touring Club de Belgique, met het oog op de bevordering van het fietstoerisme. Met het opkomend autoverkeer herprofileerde de vereniging zich tot belangenverdediging van alle weggebruikers. In 1948 werd Touring Wegenhulp opgericht, een pechdienst die permanent gecontacteerd kon worden bij autopech.
Later volgden onder meer reisverzekeringen, annuleringsverzekeringen voor reizenden, Touring mobile check, een autodiagnosecentrum voor kandidaat-kopers en -verkopers van tweedehands wagens, Touring medicare voor medische assistentie en Touring mobilis voor verkeersinformatie.
In het voorjaar van 2024 heeft Touring zijn dienstenpakket uitgebreid met de lancering van Touring CarSelect, een online verkoopplatform voor tweedehandswagens. Dit platform biedt een breed gamma aan gecertificeerde kwaliteitswagens met een garantie van minstens een jaar. Touring CarSelect richt zich zowel op particulieren als op wagenparkbeheerders, en biedt diverse aanvullende diensten zoals financieringsoplossingen via BNP Paribas Fortis, verzekeringen door AG Insurance en wegbijstand door Touring zelf. Deze nieuwe dienst ondersteunt de missie van Touring om betrouwbare en kwaliteitsvolle mobiliteitsoplossingen te bieden aan zijn klanten.